# ヤマグチ薬局
株式会社ヤマグチ薬局（やまぐちやっきょく）は、日本の薬局である。

## 概要
1983年7月に「有限会社ヤマグチ薬局」として創業して以来、調剤専門の薬局チェーンとして神奈川県や東京都を中心に埼玉県や千葉県、山梨県、滋賀県にも店舗展開している。